# Timor-Leste nos Jogos Olímpicos de Verão de 2004
Timor-Leste teve sua primeira participação nas Olimpíadas de Verão nos Jogos de 2004 em Atenas, Grécia. Sua delegação consistiu de quatro participantes do atletismo, um halterofilista e um boxeador.

## Resultados por evento

### Atletismo
Maratona masculina:
- Gil da Cruz Trindade - Não completou

Maratona feminina:
- Agueda Amaral - 3:18:25 (65º lugar)